# ふるさとの未来
『ふるさとの未来』（ふるさとのみらい）は2020年4月2日（1日深夜）よりTBSテレビ（関東ローカル）にて放送されている情報・ドキュメンタリー番組。

## 概要
同局で2017年1月23日（22日深夜）から2020年3月26日（25日深夜）まで放送されていた前身番組『ふるさとの夢』の流れを汲む番組で、全国各地の「ふるさと」で成長過程にある企業を見つけ出し、成功の鍵を解き明かし、その成長を見守っていくサクセス・ドキュメンタリー。

## 出演者
※後述する一部の特別編を除く。
MC
- 加藤紀子
- 宮崎由加（2024年4月2日 - 2025年7月17日〈16日深夜〉、産休のため一時降板）
- 川名凛（アンジュルム、2025年7月24日〈23日深夜〉、上記の宮崎由加の代任）

進行
- 駒田健吾（TBSアナウンサー、2020年4月2日 - 2022年7月27日〈26日深夜〉）
- 南波雅俊（TBSアナウンサー、2022年8月3日〈2日深夜〉 - ）

## 放送リスト
（番組公式サイトの「過去の放送内容（一覧）」を参照）

## ネット局
| 放送対象地域 | 放送局    | 放送期間       | 放送日時                         |
| ------------ | --------- | -------------- | -------------------------------- |
| 関東広域圏   | TBSテレビ | 2020年4月2日 - | 毎週木曜 0:58 - 1:28（水曜深夜） |

備考
2023年1月19日よりTVer、および同年10月5日よりTBS FREEにて、それぞれインターネット無料動画配信を開始した（共に毎週木曜1:30更新。最新放送回限定）。

## テーマソング

### オープニングテーマ
- 『未来のフィラメント』 - 歌・宮本佳林（hachama/UP-FRONT WORKS）（2020年4月2日 - 2023年3月29日）
- 『すっぴん』 - 歌・宮本佳林・小片リサ・佐藤優樹（UP-FRONT WORKS）（2023年4月5日 - ）

### エンディングテーマ
- （ハロー!プロジェクト、およびM-Line Clubを含むアップフロントグループ所属の各種アーティストの楽曲）

## 主なスタッフ
- ナレーター：西田雅一
- 構成：ひぐちひろき、小林正和、高橋秀一
- 映像：松本隆昭
- 音響効果：赤津裕明
- 編集：清水由子、田山智博、橋田夏美、髙谷翔太【※週替り】
- MA：斎藤直人
- 技術協力：TBS ACT（旧東通、2021年4月15日から）
- 協力：日音
- 制作協力：ボトム
- 音楽協力：アップフロント音楽出版、アップフロントワークス（共にノンクレジット）
- 編成：佐藤礼子・丸茂宏太郎（TBS）
- TK：海東祐里奈
- AD：曽根梨央奈、山岸那緒、小西結梨奈
- AP：遠藤英里・諏訪拓朗・藤村卓也（諏訪→以前はAD、藤村→以前はアソシエイトプロデューサー、ボトム）
- ディレクター：伊藤大基、米澤孝祐、瀧澤将太、竹村直
- 演出：ディレクターのうちの1人が週替わりで演出を担当。
- 制作プロデューサー：大木真太郎（TBS、2022年11月16日から制作P、2020年10月7日までプロデューサー、2020年10月14日から2022年10月頃までCP）
- プロデューサー：落合芳行（TBS、2022年11月16日からプロデューサー、同年10月頃までエグゼクティブプロデューサー）、志賀大士（TBS、2023年4月12日からプロデューサー、2020年10月7日までマネージメントプロデューサー、2020年10月14日から2023年3月頃まで担当P）
- 制作：TBSテレビコンテンツ制作局制作一部
- 制作著作：TBS

### 過去のスタッフ
- ナレーター：衛藤将展
- 編成：松本友香・佐藤美紀・パリーク亜門・松本佳奈子（TBS）
- AD：三柴聡、三善サキ、神保汐里、藤森文花、畑果恵、染谷稜
- マネージメントプロデューサー(MP)：樋江井彰敏（TBS）